# 严责行动

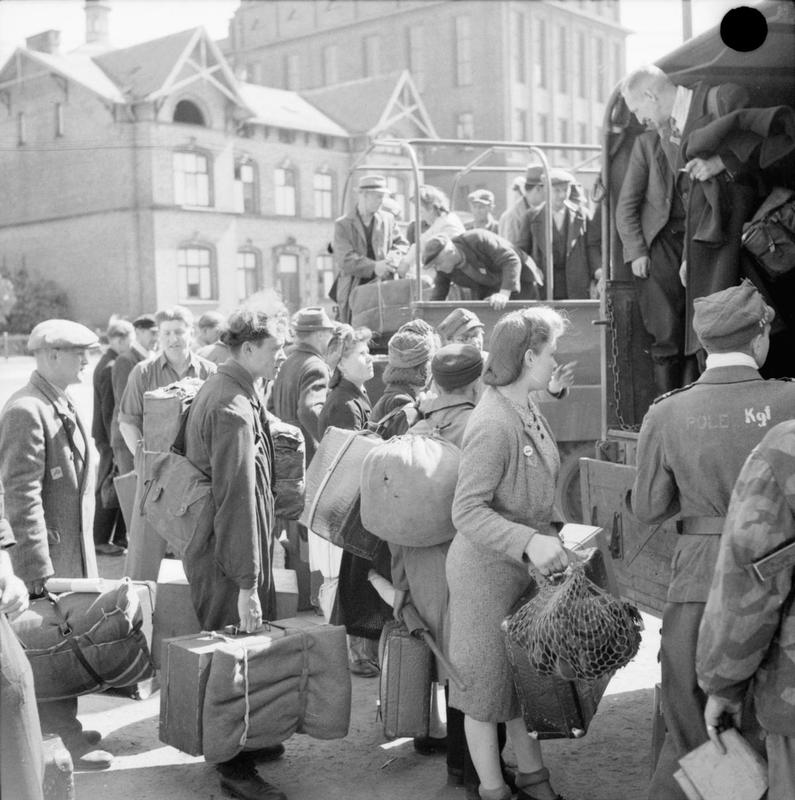
滞留在德国的苏联公民被遣返。

严责行动（英語：Operation Keelhaul）是指第二次世界大战后，盟军强制遣返滞留在欧洲的苏联公民和西线的白军哥萨克军团、俄罗斯解放军士兵（其中包括不具备苏联国籍的俄罗斯帝国或俄罗斯共和国士兵）的行动。行动的名称则是取自水手体罚的英文“keelhauling”。
虽然强制遣返的对象主要是滞留在德国的苏军战俘和俄罗斯解放军成员，但也同样包括其他受盟军控制的苏联公民和隶属白军的战斗人员。由于盟军强制遣返明显面临迫害威胁的人员，所以这场行动普遍被认为侵犯人权且违反了国际法。 并且，根据现代国际人道主义法，“严责行动”理应构成战争罪，尤其考虑到许多平民因此被迫进入苏联劳改营，他们大多在俄罗斯内战结束前逃离俄罗斯，从未成为苏联公民。

## 雅尔塔会议
1945年，雅尔塔会议召开，同盟国和苏联在会中达成了数个战俘处理与地区划分的共识，其中之一便是盟军需要将"滞留"在苏联领土上的所有苏联公民遣返回苏联。原本这一规定只是需要盟军释放位于德国及其原占领区的苏联战俘，但很快苏联要求将范围扩大到所有处于东欧的苏联公民，作为交换，苏联同意遣返从德国苏占区战俘营中的盟军战俘。
1945年3月31日，苏联总书记约瑟夫·斯大林、英国首相温斯顿·丘吉尔以及美国总统富兰克林·罗斯福在协议附带的未公开的附录中最终敲定严责行动的计划。这份强制遣返苏联难民的附录，在之后长达50多年的时间里一直被保密，不为英国和美国公民所知。

## 战俘与难民的处置
二战结束后，在从被占领的东欧地区逃出的难民人数众多，这些难民中混杂着法西斯主义者、纳粹德国合作者、反共分子和来自苏联及南斯拉夫的平民。此外，还包括7万名来自已灭亡的俄罗斯帝国的哥萨克人（他们从未成为苏联公民），以及1.1万名来自南斯拉夫的乌斯塔沙分子，其中甚至包括妇女和儿童。
难民们统一在奥地利被集中并进行强行遣返。大多数人被送往东部的苏占德国区域或是南部的斯洛文尼亚。许多难民——无论是军人还是平民——在遣返过程中被当场处决（作为对战争中法西斯分子所犯暴行的报复），有时甚至是在跟随的英国军队眼前进行的。这些由南斯拉夫军队实施的屠杀事件被称为布莱堡大屠杀。